# It's My Life (Dr. Alban-låt)
It's My Life är en dancehall/reggae och hip house singel från 1992 av den svenska artisten Dr. Alban. It's My Life är den första singeln i Dr. Albans andra album, One Love. Släppt den 25 februari 1992 i Europa och i april samma år i USA, blev låten en hit i många länder i Europa och hamnade på förstaplats på bland annat Sverigetopplistan, Nederlandse Top 40, FIMI, GFK Entertainment, Ö3 Austria Top 40 och Ultratop.
Låten släpptes av det tyska skivbolaget Logic Records.
2014 gjordes en cover på It's My Life, av den marockanska sångaren Ahmed Chawki, kallad It's My Life (Don't Worry).